# Athysanella texana
Athysanella texana är en insektsart som beskrevs av Henry Fairfield Osborn 1930. Athysanella texana ingår i släktet Athysanella och familjen dvärgstritar. Inga underarter finns listade i Catalogue of Life.